# Флавий Клеарх
Флавий Клеарх (лат. Flavius Clearchus) — римский государственный деятель второй половины IV века, консул 384 года. Занимал ряд гражданских должностей при восточном дворе, пользовался большим влиянием.

## Биография
Флавий Клеарх происходил из зажиточной семьи, жившей в области Теспротия, которая располагалась в провинции Старый Эпир. Его отец занимал множество должностей и, по сообщению ритора Либания, умер в бедности. В детстве Клеарх и его младший брат проходили обучение у философа и софиста Никокла. Переселившись в Константинополь, в 356 или, возможно, 357 году он посетил Антиохию, и в течение некоторого времени (до 363 года) входил в число сподвижников философа Фемистия.
С 359 года Клеарх занимал ряд неизвестных должностей в Константинополе, а в 360 году был повышен до более высокого ранга. Вполне возможно, что он был назначен на пост асессора в течение этого периода. Из одного письма Либания авторы Prosopography of the Later Roman Empire делают вывод, что, возможно, определенное время Клеарх руководил провинцией Европа. Увеличение политического влияния Клеарха было отмечено включением его в состав сенатского посольства, отправленного в Антиохию, чтобы приветствовать нового императора Иовиана после восхождения последнего на престол.
С 363 по 366 год Клеарх занимал должность викария диоцеза Азия. В 364 году он вмешался в судопроизводственный процесс, чтобы обеспечить оправдательный приговор Александру Гелиополисскому, бывшему наместнику Сирии. В 365 году его попросили вмешаться в инцидент в Перге, касающийся Метрофана, наместника Памфилии. Во время восстания Прокопия Клеарх сохранил верность императору Валенту и рисковал своей жизнью, оказывая поддержку законному государю. Он подверг критике префекта претория Востока Сатурния Секунда Саллюстия, обвинив его в лени и неспособности вовремя затушить пламя мятежа.
По всей видимости, в качестве награды за верность, Валент назначил Клеарха проконсулом Азии. Он занимал этот пост с 366 по 367 год, в течение которого ему удалось добиться снятия Саллюстия с занимаемой им должности и обеспечить назначение Авксония на его место. Клеарх также защитил философа Максима Эфесского, который был признан виновным в незаконном обогащении, выпустив его из-под стражи и вернув ему его имущество. В 372—373 годах Клеарх был префектом Константинополя. Он провёл открытие акведука Валента и Нимфеума на форуме Феодосия. Во второй раз префектом Константинополя Клеарх был с 382 по 384 год. В 384 году он занимал должность ординарного консула вместе с Флавием Рихомером. Затем, как можно сделать вывод из писем Либания, его влияние пошло на убыль, и всякие упоминания о нём исчезают из источниках.
Клеарх был язычником. Он состоял в переписке с софистом Либанием. Его сыном, возможно, был префект претория Иллирика Клеарх.